# Bahía del Sena
La bahía del Sena (del francés: baie de la Seine o baie de Seine) es una bahía del océano Atlántico localizada en la costa del canal de La Mancha de Francia.

## Geografía
Es una ensenada amplia y rectangular del canal de La Mancha, aproximadamente 100 kilómetros de este a oeste de 45 kilómetros, limitando al oeste con la península de Cotentin, en el sur por la costa de Normandía y en el este por el estuario del río Sena en El Havre. La costa alterna entre las playas de arena y los promontorios rocosos y, en general, ofrece poco refugio para los barcos. En el extremo occidental de la bahía están las islas Saint-Marcouf.

## Economía
El Havre es el principal puerto de la región; hay pequeñas ensenadas en Barfleur, Port-en-Bessin, Courseulles-sur-Mer, Langrune-sur-Mer, Ouistreham, Trouville-sur-Mer y Honfleur. 
Los turistas extranjeros y nacionales visitan la costa, dadas sus relaciones con la Segunda Guerra Mundial, sus playas arenosas y la cercanía a París. Hay centros turísticos en Arromanches, Deauville, Cabourg, Houlgate, Villers-sur-Mer, Trouville-sur-Mer y Honfleur.

## Historia
Las batallas de Barfleur y La Hogue fueron batallas navales que se lucharon en Barfleur y Saint-Vaast-la-Hougue en el siglo XVII. 
La costa normanda fue el lugar, durante la Segunda Guerra Mundial, donde transcurrieron los principales desembarcos aliados en Francia; la falta de disponibilidad de ensenadas significativas hicieron que los aliados construyeran puertos artificiales (Mulberries) en Arromanches y playa de Omaha. Hay restos de estos puertos en Arromanches.